# Хессо (маркграф Баден-Хахберга)
Хессо Баден-Хахбергский (нем. Hesso von Baden-Hachberg, ум. 1410) — маркграф Баден-Хахберга и сеньор Хёингена, правивший в период с 1386 по 1410 годы.
Хессо был сыном маркграфа Генриха IV и Анны фон Юзенберг; его братьями были Отто I и Иоганн. После гибели своего старшего брата Отто I в сражении при Земпахе Хессо и Иоганн правили совместно вплоть до смерти последнего в 1409 году.
Около 1390 года Иоганн IV Габсбург-Лауфенбургский (нем. Johann IV. von Habsburg-Laufenburg) передал Хессо и его сыну в качестве лена владение Прехталь, которое в случае смерти Иоганна без наследников по мужской линии должно было полностью перейти в собственность Баден-Хахберга. После смерти графа Иоганна в 1408 году свои претензии на Прехталь предъявили также Фюрстенберги, следствием чего стало длительное судебное разбирательство, завершившееся в 1409/1410 году утверждением баден-фюрстенбергского кондомината над Прехталем, существовавшего вплоть до 1806 года, когда княжество Фюрстенберг было включено в состав Бадена.
В 1392 году маркграф смог приобрести у Вернера фон Хорнберга его часть владения и замка Хёинген, став тем самым его единственным владельцем, а также замок Триберг.

### Семья
Хессо Хахбергский состоял в браке с Агнес фон Герольдсек (нем. Agnes von Geroldseck). Их детьми были:
- Генрих (в 1390 году был помолвлен с Маргаретой Нелленбургской; их свадьба, однако, не состоялась из-за скоропостижной смерти Генриха, и мужем Маргареты стал Каспар фон Клингенберг)
- Хессо (скончался, вероятно, в детском возрасте)
- Отто II (ум. 1418) — последний маркграф Баден-Хахберга, продавший обременённое долгами владение Бернхарду Баденскому из основной линии Баденского дома.

С 1381 года маркграф Хессо женился повторно на Маргарете — дочери тюбингенского пфальцграфа Конрада и Вероны Фюрстенбергской. Их дочь:
- Маргарета, с 1405 года — жена Фридриха фон Лейнинген-Дагсбурга (ум. 1437)